# Torneio Aberto de Futebol do Rio de Janeiro
O Torneio Aberto de futebol do Rio de Janeiro ou simplesmente Torneio Aberto, foi um torneio de futebol organizado pela Liga Carioca de Futebol, então a liga profissional da cidade do Rio de Janeiro, que tinha então o status de Distrito Federal, com o objetivo principal de atrair os clubes amadores para o futebol profissional da capital federal, além de medir forças com eles e com equipes de outros estados.

## História
Tinha esse nome, porque permitia a inscrição de clubes amadores, profissionais, e mesmo de clubes de outros estados, como os mineiros Clube Atlético Mineiro e o Esporte Clube Siderúrgica ou de cidades fluminenses como Niterói, Nova Iguaçu e Barra do Piraí, em uma época na qual o então estado do Rio de Janeiro era separado do Rio, capital do Brasil.
Em 1937, quando o Fluminense Football Club o liderava, o torneio foi dado como encerrado, em função de ter havido a pacificação do futebol carioca e a união das duas ligas de então, selando o profissionalismo no Distrito Federal, motivação maior da existência deste torneio.